# Sibynomorphus oneilli
Espèce
Sibynomorphus oneilli  est une espèce de serpents de la famille des Dipsadidae.

## Répartition
Cette espèce est endémique du Pérou. Elle se rencontre de 1 646 à 3 500 m d'altitude. 

## Étymologie
Cette espèce est nommée en l'honneur de l'ornithologue John P. O'Neill (1942-).

## Publication originale
- Rossman & Thomas, 1979 : A new dipsadine snake of the genus Sibynomorphus from Peru. Occasional papers of the Museum of Zoology, Louisiana State University, no 54, p. 1-6.